# Trichomanes pinnatinervium
Trichomanes pinnatinervium là một loài thực vật có mạch trong họ Hymenophyllaceae. Loài này được Jenman miêu tả khoa học đầu tiên năm 1886.